# 井澤惇
井澤 惇（いざわ あつし、1989年7月23日 - ）は、東京都練馬区出身の元サッカー選手。ポジションはミッドフィールダー（主にボランチ）。サッカー指導者。

## 来歴
小学生時は 練馬FC でプレーし、中学入学と同時にFC東京U-15に入団。高校進学と同時にFC東京U-18に昇格した。ユースでの同期には大竹洋平、廣永遼太郎、椋原健太がおり、2003年のU-15クラブユース選手権並びに2007年のJユースカップで優勝を果たしている。プロ入りへの意欲は強かったが、FC東京でのトップチーム昇格はならなかった。
2008年に高校を卒業し、オファーのあったJ2・ヴァンフォーレ甲府に入団。FC東京U-18から直接他のJリーグクラブにプロ入りした初めての例となった。同年11月23日のJ2第43節水戸戦でJリーグ初出場を果たした。プロ2年目の2009年5月、J2第17節徳島戦でJリーグ初得点を記録。以後、先発出場の機会を得られるようになり、巧みなファーストタッチで相手のプレスをかわしてボールを前線へと繋げた。7月のJ2第25節栃木戦でも得点を挙げたが、その翌節の湘南戦で左足脹脛を負傷し、戦列を離れた。10月のJ2第46節横浜FC戦で復帰。本職のボランチ以外にも、フォワードやサイドバックとしても起用された。
2011年には自身初のJ1を経験。リーグ戦終盤になってレギュラーに据えられると、11月19日の第32節磐田戦でJ1初得点を挙げた。2012年からは背番号10を任され、その重圧と戦いながらのシーズンとなったが、中盤の様々なポジションに順応。J1復帰の懸かった湘南戦で得点を挙げ、J2優勝及び1年でのJ1復帰に貢献した。同年入籍。2013年は序盤こそ先発出場を続けたものの、右膝内側側副靱帯を痛めたことでシーズン半ばから導入した新布陣への適応に遅れ、9月には同箇所の負傷により再離脱する 苦しい1年となった。
2014年より背番号を14へ変更。同年7月よりカターレ富山へ期限付き移籍。ボランチに入り、配球役としてゲームコントロールを担った。シーズン終了をもって移籍期間を満了。甲府とも契約を満了し同年限りで退団。
2015年、徳島ヴォルティスへ完全移籍。2017年11月27日、契約期間の満了が発表されて退団。同年12月に行われたJリーグ合同トライアウトに出場した。
2018年、関東サッカーリーグ1部の栃木ウーヴァFCに完全移籍。同年シーズンには、関東サッカーリーグ1部ベストイレブンに選出される活躍を見せた。2020年12月24日、現役引退が発表された。
現役引退後は指導者として、2021年シーズンの栃木シティU-15コーチ（U-14担当）に就任。2022年に同U-15監督、2023年には同U-18コーチを歴任した。2024年シーズンからは、JFLに昇格したトップチームのオフェンスコーチを務める。

## 所属クラブ
ユース経歴
- 1996年 - 1997年 川越市立霞ヶ関小学校[3]
- 1997年 - 1998年 練馬区立大泉学園小学校[3]
- 1998年 - 2001年 練馬FC (練馬区立向山小学校)[3]
- 2002年 - 2004年 FC東京U-15 / FC東京U-15深川[注 2] (練馬区立貫井中学校)[3]
- 2005年 - 2007年 FC東京U-18 (東京都立光丘高等学校)[2]

プロ経歴
- 2008年 - 2014年  ヴァンフォーレ甲府
  - 2014年7月 - 同年11月  カターレ富山 (期限付き移籍)
- 2015年 - 2017年  徳島ヴォルティス
- 2018年 - 2020年  栃木ウーヴァFC/栃木シティFC

## 個人成績
| 国内大会個人成績 | 国内大会個人成績 | 国内大会個人成績 | 国内大会個人成績 | 国内大会個人成績 | 国内大会個人成績 | 国内大会個人成績 | 国内大会個人成績 | 国内大会個人成績 | 国内大会個人成績 | 国内大会個人成績 | 国内大会個人成績 |
| 年度             | クラブ           | 背番号           | リーグ           | リーグ戦         | リーグ戦         | リーグ杯         | リーグ杯         | オープン杯       | オープン杯       | 期間通算         | 期間通算         |
| 年度             | クラブ           | 背番号           | リーグ           | 出場             | 得点             | 出場             | 得点             | 出場             | 得点             | 出場             | 得点             |
| 日本             | 日本             | 日本             | 日本             | リーグ戦         | リーグ戦         | リーグ杯         | リーグ杯         | 天皇杯           | 天皇杯           | 期間通算         | 期間通算         |
| ---------------- | ---------------- | ---------------- | ---------------- | ---------------- | ---------------- | ---------------- | ---------------- | ---------------- | ---------------- | ---------------- | ---------------- |
| 2008             | 甲府             | 29               | J2               | 1                | 0                | -                | -                | 0                | 0                | 1                | 0                |
| 2009             | 甲府             | 29               | J2               | 8                | 2                | -                | -                | 2                | 0                | 10               | 2                |
| 2010             | 甲府             | 29               | J2               | 0                | 0                | -                | -                | 1                | 0                | 1                | 0                |
| 2011             | 甲府             | 28               | J1               | 14               | 2                | 0                | 0                | 1                | 0                | 15               | 2                |
| 2012             | 甲府             | 10               | J2               | 31               | 2                | -                | -                | 1                | 0                | 32               | 2                |
| 2013             | 甲府             | 10               | J1               | 10               | 0                | 5                | 0                | 0                | 0                | 15               | 0                |
| 2014             | 甲府             | 14               | J1               | 0                | 0                | 0                | 0                | 0                | 0                | 0                | 0                |
| 2014             | 富山             | 14               | J2               | 14               | 0                | -                | -                | 0                | 0                | 14               | 0                |
| 2015             | 徳島             | 28               | J2               | 7                | 0                | -                | -                | 0                | 0                | 7                | 0                |
| 2016             | 徳島             | 28               | J2               | 4                | 0                | -                | -                | 3                | 0                | 7                | 0                |
| 2017             | 徳島             | 28               | J2               | 5                | 0                | -                | -                | 1                | 0                | 6                | 0                |
| 2018             | 栃木U /栃木C     | 10               | 関東1部          | 18               | 0                | -                | -                | -                | -                | 18               | 0                |
| 2019             | 栃木U /栃木C     | 10               | 関東1部          | 14               | 2                | -                | -                | 1                | 0                | 15               | 2                |
| 2020             | 栃木U /栃木C     | 10               | 関東1部          | 4                | 0                | -                | -                | 0                | 0                | 4                | 0                |
| 通算             | 日本             | 日本             | J1               | 24               | 2                | 5                | 0                | 1                | 0                | 30               | 2                |
| 通算             | 日本             | 日本             | J2               | 70               | 4                | -                | -                | 8                | 0                | 78               | 4                |
| 通算             | 日本             | 日本             | 関東1部          | 36               | 2                | -                | -                | 1                | 0                | 37               | 2                |
| 総通算           | 総通算           | 総通算           | 総通算           | 130              | 8                | 5                | 0                | 10               | 0                | 145              | 7                |

- 2008年11月23日：J2初出場 -  J2第43節 vs水戸ホーリーホック (笠松)
- 2009年5月23日：J2初得点 - J2第17節 vs徳島ヴォルティス (小瀬)
- 2011年8月6日：J1初出場 - J1第20節 vsサンフレッチェ広島 (山梨中銀)
- 2011年11月19日：J1初得点 - J1第32節 vsジュビロ磐田 (ヤマハ)

## 代表歴
- 2007年 U-18日本代表 - オーストラリアユースオリンピックフェスティバル[27]

## 指導歴
- 2020年 - 栃木シティFC
  - 2020年 - 2021年 U-15コーチ (U-14担当)
  - 2022年 U-15 監督
  - 2023年 U-18コーチ[25]
  - 2024年 - トップチーム オフェンスコーチ